# Profil (Strömungslehre)

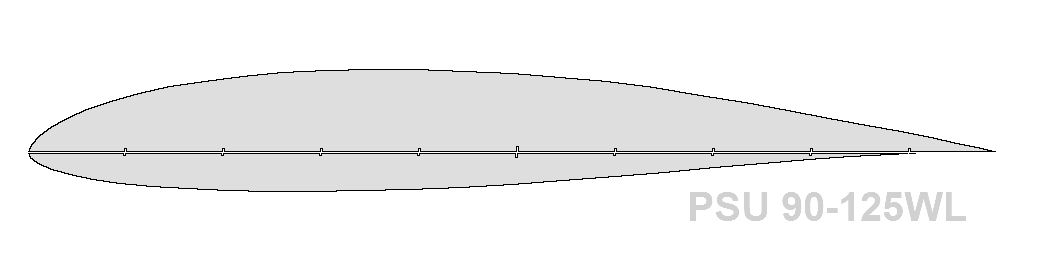
Ein Tragflächenprofil

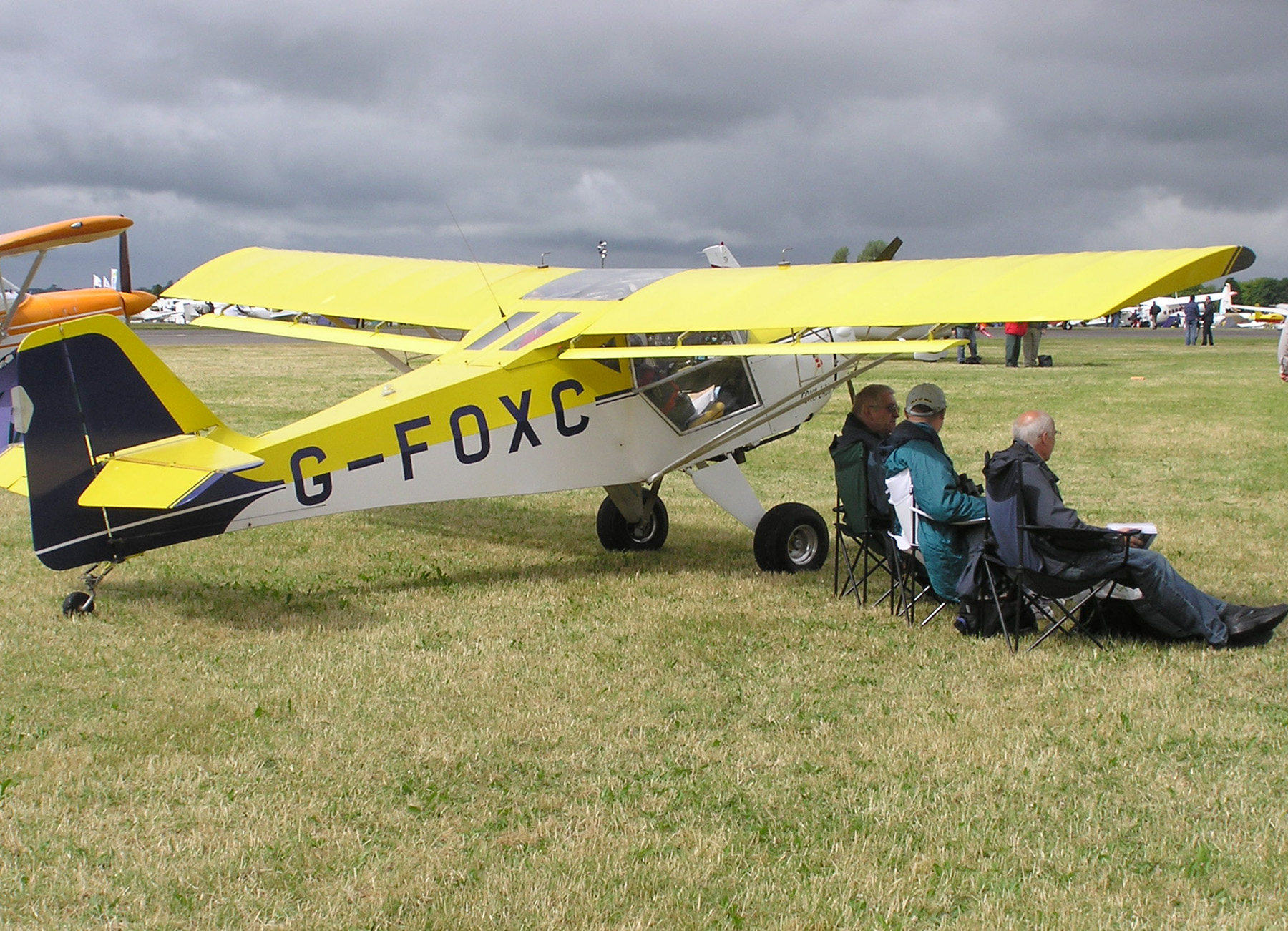
An der Flügelspitze dieser Denney Kitfox ist das Profil der Tragfläche erkennbar.

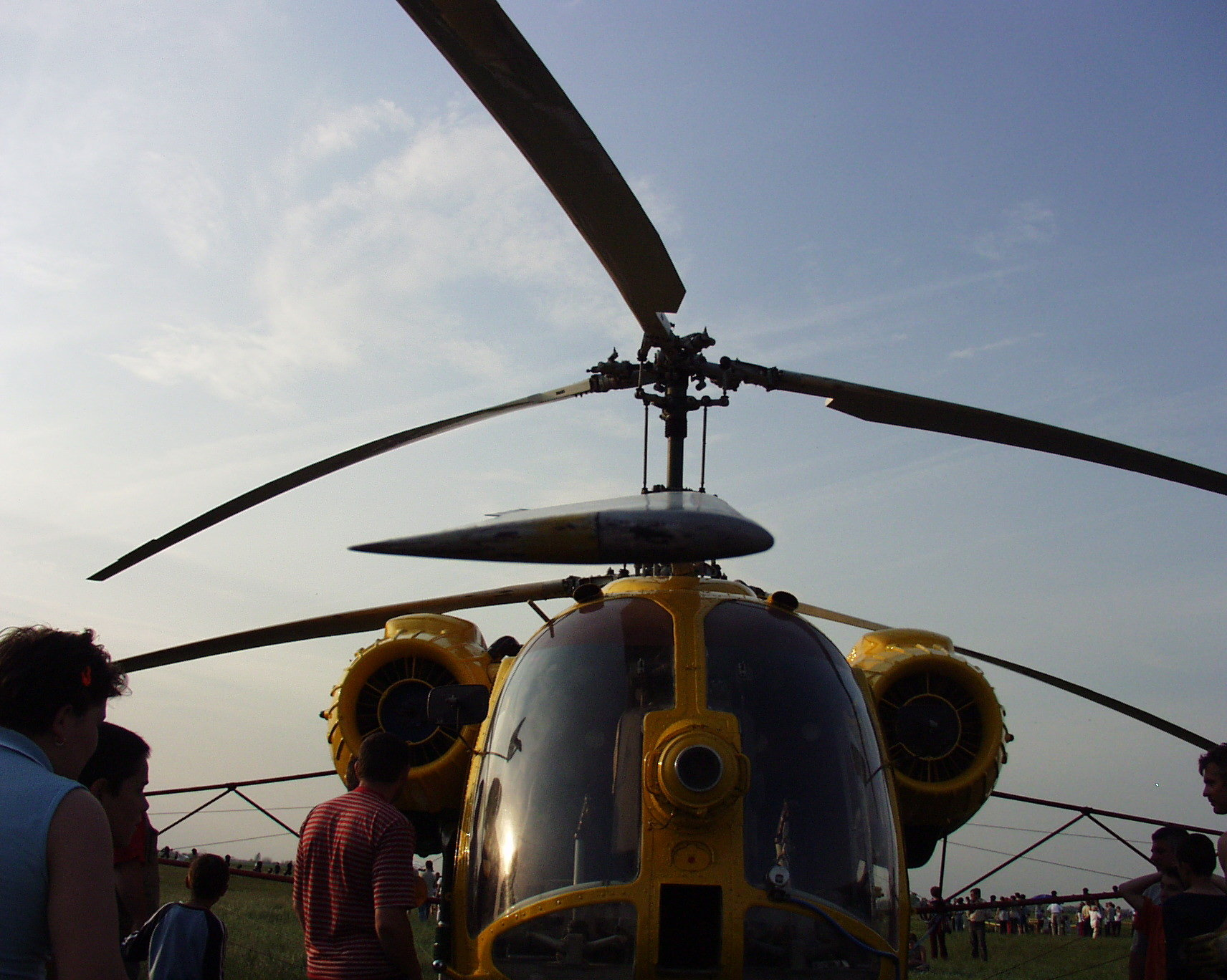
Das Profil eines Rotorblattes des Hubschraubers Kamow Ka-26

Als Profil bezeichnet man in der Strömungslehre die Form des Querschnitts eines Körpers in Strömungsrichtung. Die Umströmung durch eine Flüssigkeit oder ein Gas bewirken an diesem Körper angreifende Kräfte.
Speziell geformte Profile eignen sich besonders für die Erzeugung von dynamischem Auftrieb bei geringem Strömungswiderstand. Beispiele dafür sind das Profil von Vogelflügeln, von Tragflächen an Flugzeugen, Hydrofoils, Propeller von Schiffen oder Turbinenschaufeln. Da die Form des Profils großen Einfluss auf die Kräfte am umströmten Körper hat, ist die Entwicklung und Charakterisierung von Profilen ein wichtiges Teilgebiet der Aerodynamik.

## Bedeutung der Profilumströmung für die Aerodynamik
Die Ermittlung der aerodynamischen Eigenschaften eines Flugzeugs stellt sowohl theoretisch als auch experimentell eine große Herausforderung dar. Schon früh wurde daher versucht, die aerodynamischen Eigenschaften des gesamten Flugzeugs aus den Eigenschaften seiner Teile (z. B. Flügel, Rumpf und Leitwerk) zu ermitteln. Die aerodynamischen Eigenschaften eines Tragflügels lassen sich unter bestimmten Bedingungen aufteilen in die Eigenschaften der umströmten Profilschnitte und die Eigenschaften des Flügelgrundrisses an sich. Die Bedingungen hierbei sind das Nichtvorhandensein von größeren 3-D-Effekten in den einzelnen Profilschnitten, was bei Flügeln hoher Streckung und geringer Zuspitzung und Pfeilung der Fall ist (vgl. Segelflugzeuge).
Die zweidimensionale Umströmung eines Profils stellt dann eine starke Vereinfachung (in der Theorie sowie im Experiment) im Vergleich zur Umströmung eines dreidimensionalen Flugzeugs (oder Flügels) dar und erlaubt es, z. B. ausgedehnte Parameterstudien durchzuführen, die in einer 3-D-Konfigurationen nicht möglich wären.

## Geometrische Kategorien
Profile lassen sich anhand geometrischer oder aerodynamischer Eigenschaften in verschiedene Kategorien einteilen.

### Profilarten
- Symmetrische Profile sind ihrer Längsachse entlang spiegelsymmetrisch. Die Skelettlinie ist gerade. Solche Profile werden dort eingesetzt, wo Auftrieb oder Abtrieb erzeugt werden muss, z. B. Leitwerke an Flugzeugen oder Steuerruder an Schiffen.
- Halbsymmetrische Profile weisen unten und oben Ähnlichkeit auf. Mit dieser Bezeichnung werden Profile zu klassifiziert, die zwar eine Wölbung aufweisen, aber keine konkaven Konturen. Solche Profile werden für höhere Geschwindigkeiten eingesetzt, etwa beim Kunstflug.
- Profile mit flacher Unterseite zeichnen sich durch Vorteile bei der mechanischen Konstruktion aus. Bekanntestes Profil dieser Kategorie ist das Clark-Y mit 11,7 % Dicke und 3,5 % Wölbung.
- Normalprofile sind oben konvex und unten S-förmig gebogen. Den konkaven unteren und hinteren Bereich nennt man auch Hohlwölbung.
- Keulenprofile sind ähnlich wie Normalprofile, haben jedoch eine ausgeprägt geringe Dickenrücklage für gute Eigenschaften im kritischen Reynolds-Zahl-Bereich.
- S-Schlagprofile: Der hintere Teil des Profils ist nach oben gezogen, so dass die Skelettlinie am Profilaustritt leicht aufwärtsgerichtet ist. (z. B. die NACA-230-Profilserie). S-Schlagprofile weisen einen sehr geringen negativen, einen neutralen oder sogar einen positiven Drehmomentkoeffizienten Cm0 auf. Sonderformen sind die sog. superkritischen oder transsonischen Profile, welche praktisch ein auf dem Rücken liegendes S-Schlagprofil darstellen.

### Geometrische Parameter
| 1) Nullauftriebslinie 2) Profilnase 3) Nasenradius 4) Profildicke 5) Profilwölbung 6) Oberseite | 7) Profilhinterkante 8) Skelettlinie (Profilmittellinie) 9) Unterseite c) Profiltiefe α) Anstellwinkel αL0) Nullauftriebswinkel |

- Profiltiefe (t=1) wird heute die längste Linie von der Profilnase bis zur Profilhinterkante bezeichnet und ist auch identisch mit der Profilsehne und der x-Koordinate. Früher wurde die untere Auflagelinie des Profils als Sehne oder als Bezugslinie für die Flügeltiefe oder Koordinatenachse für die Profilkontur definiert.
- Profilwölbung (f/t) bezeichnet die größte Abweichung der Skelettlinie von der Profilsehne. Bei S-Schlagprofilen ist es die Differenz der vorderen zur hinteren Abweichung. Sie bestimmt zusammen mit das Drehmoment am Neutralpunkt und damit die Druckpunktwanderung. Eine große Wölbung ermöglicht einen hohen Auftrieb.
- Hohlwölbung (h/t) ist die größte Abweichung einer Profilbitangente von der Profilkontur. Sie befindet sich meist nur auf der unteren Profilseite hinten. Nicht alle Profile haben Hohlwölbung. Hohlwölbung an der Oberseite haben nur einige S-Schlagprofile.
- Profildicke (d/t) ist der größtmögliche Kreisdurchmesser auf der Skelettlinie. Die Dicke und deren Rücklage bestimmen zusammen mit der Wölbung auch den Maximalauftrieb. Dünne Profile mit spitzer Nase eignen sich nur im unterkritischen Geschwindigkeitsbereich.
- Nasenradius (r/t) bezeichnet den Radius des Nasenkreises der Profilnase. Großer Nasenradius bedeutet geringe Dickenrücklage.
- Hinterkantenwinkel (τ) ist der Winkel an der Hinterkante zwischen Profiloberseite und Profilunterseite.
- Wölbungsrücklage (xf/t) bezeichnet den Abstand von der Profilnase zum Punkt der maximalen Wölbung. Sie befindet sich üblicherweise hinter der Dickenrücklage und bestimmt maßgeblich den Momentbeiwert und damit die Druckpunktwanderung.
- Dickenrücklage (xd/t) bezeichnet den Abstand des Punktes der größten Dicke von der Profilnase. Sie befindet sich meistens vor der Wölbungsrücklage. Dünne Profile haben in der Regel eine geringe Dickenrücklage.

## Aerodynamische Kategorien
- Low-Re-Profile werden vor allem bei Modellflugzeugen und sehr langsam fliegenden Gleitern eingesetzt. Sie kennzeichnen sich durch größere Hohlwölbung. Die größte Dicke der eher dünnen Profile befindet sich auf dem vorderen Viertel der Sehne.
- Konventionelle Profile werden vor allem im Geschwindigkeitsbereich von Kleinflugzeugen eingesetzt. Sie haben an der Profilunterseite gerade oder leicht konvexe Form und die größte Profildicke befindet sich im vorderen Drittel der Flügeltiefe.
- Laminar-Profile haben eine lange laminare Laufstrecke der Strömung und daher einen geringen Widerstand. Die dickste Stelle des Profils liegt knapp vor der Flügelmitte und der Nasenradius ist eher klein. Solche Profile reagieren empfindlicher auf Störungen in der Strömung, die unter anderem durch Rauhigkeit und Verschmutzung der Oberfläche entstehen, und werden hauptsächlich bei Segelflugzeugen und leichten Motorflugzeugen verwendet.

Transsonikprofil

- Transsonikprofile (superkritische Profile) weisen an der Oberseite eine geringere oder schwächere Zu- und Abnahme der Strömungsgeschwindigkeit auf. Die Luft strömt dort vom sub- in den transsonischen und wieder in den subsonischen Bereich. Der Verdichtungsstoß der Rekompression fällt schwächer aus und die stoßinduzierte Ablösung unterbleibt. Solche Profile wurden vor allem durch CFD möglich und werden in der Aviatik bei fast allen Verkehrsflugzeugen im schallnahen Geschwindigkeitsbereich genutzt.
- Überschall-Profile: werden so dünn wie möglich konstruiert, haben praktisch keine Wölbung und weisen spitze Profilnasen auf.

### Strömungsarten

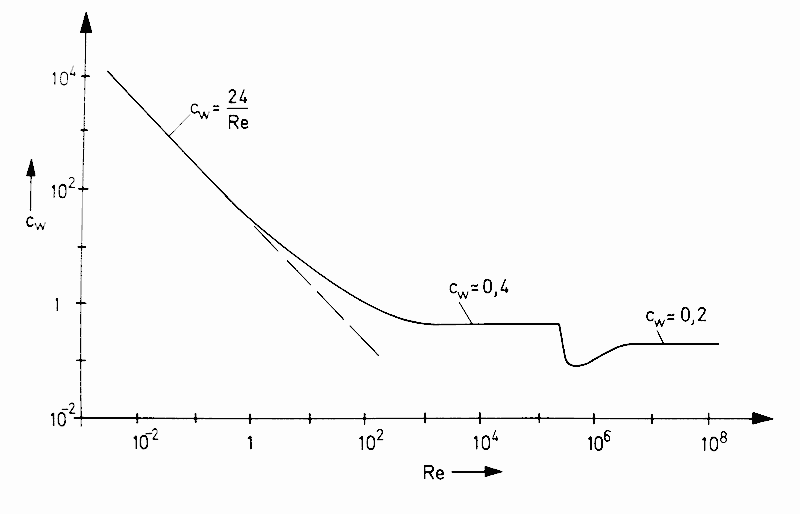
Kritische Reynoldszahl. Sie liegt für die Kugel, für den Zylinder, für Strömungsprofile in allen Fluiden bei ungefähr 500'000

#### Einfluss der Reynoldszahl
Die wichtigste Kennzahl für die Profilumströmung ist die Reynoldszahl. Sie bestimmt den Einfluss der Reibung (Viskosität) auf die Umströmung. Bei der Profilumströmung wird die Reynoldszahl hierbei mit der Anströmgeschwindigkeit und der Profiltiefe gebildet. Unterschreitet die Reynoldszahl einen bestimmten (profilabhängigen) Wert (Rekrit) so spricht man von unterkritischer, sonst von überkritischer Umströmung.
Unterkritische Profilumströmung
Die kleinen Reynoldszahlen der unterkritischen Profilumströmung drücken den dominierenden Einfluss der Viskosität aus. Die Grenzschicht ist vergleichsweise dick ausgeprägt und über lange Laufstrecken laminar. Ein Druckanstieg in Strömungsrichtung führt bereits bei mäßigen Anstellwinkeln zu laminarer Ablösung der Grenzschicht. Das Profil erfährt durch die Ablösung einen relativ hohen Strömungswiderstand und generiert wenig Auftrieb.
Überkritische Profilumströmung
Wird das Profil mit überkritischer Reynoldszahl angeströmt, so verbessern sich die Profilleistungen drastisch. Bedingt durch die höhere Reynoldszahl erfolgt hier der Übergang von der laminaren zur turbulenten Grenzschicht entweder ohne Ablösung oder innerhalb einer laminaren Ablöseblase. Die Grenzschicht ist aber in jedem Fall größtenteils anliegend. Praktisch sämtliche technisch eingesetzten Profile werden überkritisch betrieben.
Beeinflussung der kritischen Reynoldszahl
Aufgrund der schlechten Profilleistungen bei unterkritischer Anströmung ist in jedem Fall eine überkritische Umströmung anzustreben. Hierzu muss die kritische Reynoldszahl des Profils kleiner sein als die Reynoldszahl. Besonderes Augenmerk auf diesen Sachverhalt muss hier vor allem bei Anwendungen mit kleinen Reynoldszahlen gelegt werden, wie z. B. Modellflugzeugen. Liegt die Reynoldszahl bei Werten von ca. 500.000 oder größer, so ist für die üblicherweise verwendeten Luftfahrtprofile automatisch überkritische Umströmung garantiert.
Einige Auslegungsrichtlinien für Profile mit kleiner kritischer Reynoldszahl
Im unteren kritischen Reynoldsbereich sind nur noch moderate Profildicken und hohe Profilwölbungen angebracht. Dünne Profile besitzen hier geringere Übergeschwindigkeiten und somit einen kleineren Druckanstieg. Der sich ergebende kleine Nasenradius sorgt für die Ausbildung einer Saugspitze an der Profilnase und dem frühen Umschlag der Grenzschicht in den turbulenten Zustand. Die turbulente Grenzschicht kann dann den Druckanstieg im hinteren Profilbereich besser bewältigen.
Die Anbringung von geeigneten Turbulatoren auf dem Profil sorgt ebenfalls für einen rechtzeitigen Umschlag der Grenzschicht. Alternativ kann auch Turbulenz durch einen in Spannweitenrichtung gespannten Draht vor der Profilnase erzeugt werden.
Im unteren Übergangsbereich sind für gute Gleit- und Sinkwerte folgende Profildicken optimal: Re 1.000 4 %, Re 50.000 6 %, Re 100.000 8 %, Re 500.000 12 %.
Im unterkritischen Bereich sind hochgewölbte dünne Profile mit spitzer Eintrittskante angebracht (Saalflugmodelle).

#### Einfluss der Machzahl
Die zweite wichtige Kennzahl für die Profilumströmung ist die Machzahl, welche den Einfluss der Kompressibilität auf die Profilumströmung angibt. In Abhängigkeit von der Anströmmachzahl Mainf können hier folgende Strömungsbereiche unterschieden werden:
Inkompressible Umströmung
(typisch: Mainf < 0,3) Die Strömung kann als inkompressibel betrachtet werden. Der einzig relevante Parameter für die Umströmung ist die Reynoldszahl.
Subsonische Umströmung
(typisch: 0,3 < Mainf < 0,7) Die Strömung besitzt im gesamten Feld Unterschallgeschwindigkeit. Es treten somit keine Verdichtungsstöße und Expansionsfächer sowie kein Wellenwiderstand auf. Der Einfluss der Kompressibilität der Luft kann in diesem Bereich sehr einfach z. B. mit Hilfe der Prandtl-Glauert-Regel erfasst werden und spielt bei der Profilauslegung nur eine untergeordnete Rolle. Die obere Grenze ist aber nur als Faustwert zu verstehen. Für Hochauftriebskonfigurationen können schon bei sehr viel niedrigeren Anströmmachzahlen Überschallgebiete entstehen.
Schallnahe / transsonische Strömung
(typisch: 0,7 < Mainf < 1,2) Bei transsonischen Strömungen treten sowohl Unterschall- wie auch Überschallgebiete auf. Bei Anströmung mit Unterschall bilden sich um das Profil herum Überschallgebiete, die meistens durch Verdichtungsstöße abgeschlossen werden. Bei Anströmung mit Überschall bildet sich eine abgehobene Kopfwelle mit Unterschallgebiet im Nasenbereich aus. Dieser Machzahlbereich ist rechnerisch am schwierigsten zu erfassen und der Einsatzort von numerisch optimierten superkritischen Profilen.
Reine Überschallströmung
(typisch: 1,2 < Mainf) Im ganzen Strömungsfeld hat die Luft Überschallgeschwindigkeit. Störungen breiten sich nur stromabwärts aus (im sogenannten Machkegel). Typische Profile für diesen Einsatzzweck sind sehr dünn, nicht gewölbt und besitzen eine spitze Vorderkante.

### Aerodynamische Kennwerte

Polardiagramm

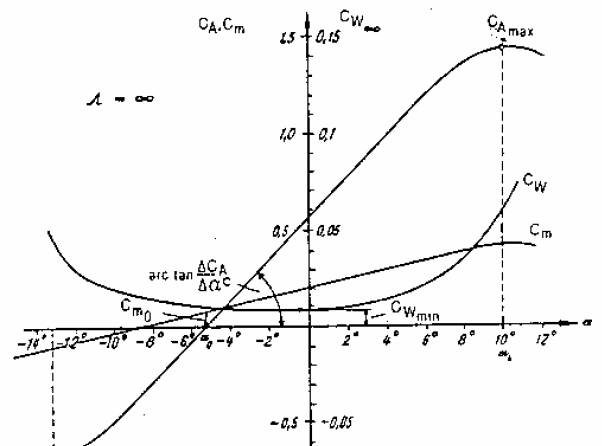
Aufgelöste Polare

Die Luftkräfte, die an einem Profil auftreten, lassen sich auf eine am Druckpunkt angreifende Kraft reduzieren. Diese Kraft (R) kann in dynamischen Auftrieb (A) und Strömungswiderstand (W) aufgeteilt werden. Der Strömungswiderstand zeigt in Strömungsrichtung und der dynamische Auftrieb steht senkrecht dazu. Sie werden, allenfalls mit dem Drehmoment zusammen, im Polardiagramm dargestellt. Das Drehmoment (M) um die Flügelachse, aber auch Auftrieb und Widerstand lassen sich über dem Anstellwinkel (α) im Aufgelösten Polardiagramm aufführen.
Statt mit diesen Kräften und Momenten wird mit den dimensionslosen Beiwerten {\displaystyle C_{a}}, {\displaystyle C_{w}} und {\displaystyle C_{m}} gearbeitet. Das bedeutet, man bezieht alle Kräfte auf den Staudruck und die Flügelfläche (nicht auf die anstellwinkelabhängige Stirnfläche quer zur Strömungsrichtung), die Momente zusätzlich auf die Profiltiefe, und kann so mit Werten rechnen, die unabhängig von der Fluggeschwindigkeit, der Luftdichte und der Größe des Flügels sind. {\displaystyle C_{a}} und {\displaystyle C_{m}} können je nach Kraftrichtung, bezogen auf das Profil, positive und negative Werte annehmen.
- {\displaystyle C_{a}} ist der Koeffizient des Auftriebs. Sein Wert ist über einen weiten Bereich proportional zum Anstellwinkel. Ein positiver Wert entspricht einem Auftrieb, ein negativer einem Abtrieb.
- {\displaystyle C_{w}} ist der Koeffizient des Luftwiderstands in Strömungsrichtung. Sein Wert ändert sich im normalen Betriebsbereich wenig und ist immer positiv.
- {\displaystyle C_{m_{25}}} ist der Koeffizient des Drehmoments am t/4-Punkt der Profilsehne. Sein Wert hängt im Betriebsbereich der meisten Profile nur schwach vom Anstellwinkel ab.
- {\displaystyle C_{m}} ist der gerechnete Koeffizient des Drehmoments am Neutralpunkt. Durch die Definition des Neutralpunkts ist {\displaystyle C_{m}} unabhängig vom Anstellwinkel. Deswegen wird er in der Regel als einzelner Wert aufgeführt und nicht als Messkurve wie {\displaystyle C_{m_{25}}}.
- {\displaystyle x_{N}} ist der Abstand des Neutralpunktes von der Profilvorderkante bezogen auf die Profiltiefe. Er liegt für überkritische Profile zwischen 25 % und 28 % der Tiefe.

Es ist zu beachten, dass alle Profilpolaren auf unendliche Streckung gerechnet sind. Der Auftriebswert einer realen (endlichen) Tragfläche und auch der Widerstandswert muss entsprechend der Streckung korrigiert werden (siehe Auftriebsbeiwert und Induzierter Luftwiderstand).

### Wichtige Punkte auf der Polare von Profilen
- Eopt ist die beste Gleitzahl. Es ist das größtmögliche Verhältnis von Vorwärtsgeschwindigkeit zu Sinkgeschwindigkeit oder von Ca zu Cw auf dem Polardiagramm. Der zugehörige Ca-Wert liegt immer im oberen Auftriebsbereich.
- Esink_min ist die Gleitzahl beim geringsten Sinken. Der zugehörige Ca-Wert liegt leicht oberhalb von Caopt.
- α0 ist der Nullauftriebswinkel, der Anstellwinkel, bei dem der Auftrieb verschwindet. Er ist bei Auftriebsprofilen immer negativ, bei symmetrischen Profilen 0° und er kann bei S-Schlagprofilen 0° oder sogar positiv sein.
- Cm0 ist der Koeffizient des Nullauftriebsmoments. Dieses Drehmoment tritt bei allen asymmetrischen Profilformen auf und beträgt in der Regel weniger als das gerechnete Cm und das im Normalbereich gemessene Cm25. Die Drehrichtung wird mit negativ (-) bezeichnet, wenn die Profilnase nach unten gedrückt wird. Es kann am Neutralpunkt oder am t/4-Punkt oder irgendwo auf der Profilsehne gemessen werden.
- Ca0 ist der Nullwinkelauftrieb, der Auftrieb bei Anstellwinkel null. In der Nähe dieses Punktes wird der Widerstand minimal. Er ist auch proportional zum Neutralmoment.
- Cw0 ist der Koeffizient des Nullauftriebswiderstands, dem Widerstand ohne Auftrieb. Bei diesem Betriebspunkt befindet sich die theoretische Höchstgeschwindigkeit eines Flugzeugs.
- Camax ist der maximale Auftriebskoeffizient. Er ist abhängig vom Nasenradius, von der Wölbung und der Dicke. Er bestimmt die Minimalgeschwindigkeit im Horizontalflug.
- Caopt ist der Koeffizient des Auftriebs beim besten Gleiten. Sein Wert kann bis zur Hälfte unter Camax liegen oder sogar darunter (~ Ca 0.35 -Ca 0,5)
- Casink_min ist der Auftrieb beim geringsten Sinken. Sein Wert liegt zwischen Caopt und Camax[1] oder genauer bei (Ca1,5/Cw)max.
- CaReise ist der Koeffizient des Auftriebs beim besten Verhältnis von Horizontaldistanz zu Zeit. Sein Wert liegt zwischen Cwmin und Caopt bei etwa (Ca0,5/Cw)max.
- Cwmin ist der geringste Widerstand. Er befindet sich in der Regel bei Anstellwinkel null, das heißt, bei Strömung in Richtung der Profilsehne (siehe auch Ca0). Dieser Punkt auf der Polare entspricht meistens der Reisegeschwindigkeit.
- αcrit ist der Anstellwinkel, bei dem die Strömung abreißt und viele aerodynamische Gesetzmäßigkeiten nicht mehr gelten. Er liegt in der Regel wenig über dem Winkel für maximalen Auftrieb.

## Geometrische und aerodynamische Zusammenhänge
Wichtige geometrische Profilgrößen sind die Wölbung und die Dicke. Sie bestimmen zusammen den Maximalauftrieb. Wichtig für den Momentbeiwert ist die Wölbung und deren Rücklage. Diese geometrischen Größen bestimmen maßgeblich die Form und die Lage der Profilpolare. In vielen Katalogen mit Profilnummern bedeutet die erste Zahl einen Code für die Wölbung, die zweite Zahl einen Code für die Wölbungsrücklage, die dritte Zahl einen Code für die Dicke. Die Dickenrücklage steht in engem Zusammenhang mit der Dicke selbst.
Eine wichtige aerodynamische Profilgröße ist die Gleitzahl. Die maximale Gleitzahl (bestes Gleiten) wird auch "Wirkungsgrad" genannt. Ebenfalls wichtig ist geringes Sinken und schnelles Fliegen. Die kleinste Sinkrate liegt bei leicht höheren Auftriebswerten (tieferen Geschwindigkeiten), der "Reiseflug" bei leicht tieferen Auftriebswerten (höheren Geschwindigkeiten) als jene des besten Gleitens. Gute Leistungswerte werden erzielt mit einer Wölbung plus Dicke von 17 %. Großen Einfluss auf den Anstellwinkelbereich (Auftriebsbereich von Cwmin bis Camax) hat der Nasenradius bzw. die Dicke und deren Rücklage. Hochgeschwindigkeitsprofile haben wenig Wölbung und eine geringere Dicke. Ein möglichst großes Verhältnis von Maximal- zu Minimalgeschwindigkeit ist praktisch nur mit variabler Wölbung (Klappen) zu erreichen.
- Der Auftriebsanstieg hängt im normalen Anwendungsbereich linear vom Anstellwinkel ab. Die Steigung ΔCa/Δα beträgt für alle Profilformen etwa 0,11 Ca pro Grad.
- Der maximale Auftrieb wird von der Wölbung, der Dicke und deren Rücklage bestimmt.[4]
- Das Neutralmoment, der Nullauftriebswinkel und der Nullwinkelauftrieb werden von der Wölbung und deren Rücklage bestimmt.[1]

Für Normalprofile gilt etwa folgender Zusammenhang: Cm = f · xf · -6; α0 = Cm · 40°; Ca0 = α0 · 0,11. Camax ist stark abhängig von der Re-Zahl. Die geometrische Profilwölbung f ist abhängig von der Definition der Profilsehne. Der Wert von Cm0 kann weniger als die Hälfte von Cm annehmen, wenn im normalen Betriebsbereich nicht die gleiche Strömungsart vorliegt wie bei Nullauftrieb. Das folgende Beispiel zeigt im Grundsatz den Zusammenhang der geometrischen Profildaten – Dicke und Dickenrücklage, Wölbung und Wölbungsrücklage – mit den aerodynamischen Eckwerten von Flügelprofilen.

## Grundlagen

Profilnase

Profilsehne und Skelettlinie

Profilwölbung

a = Dickenrücklage, b = Wölbungsrücklage

a = Profiltiefe (Länge der Sehne)

b = maximale Profildicke

c = Dickenrücklage (der max. Profildicke b im Verhältnis zur Profiltiefe a)

Unterschiedliche Dickenrücklagen (10 %, 20 %, 30 %, 40 % und 50 %)

Ein Profil hat folgende Bezeichnungen und geometrische und aerodynamische Kenndaten:
- Profilnase (engl. leading edge) – die Vorderkante (VK oder auch Profilvorderkante oder Tragflächenvorderkante) des Profils (Anmerkung: im weiteren Text wird nur noch der Begriff Vorderkante verwendet);
- Profilhinterkante (engl. trailing edge) – Hinterkante (HK) des Profils;
- Hinterkantenwinkel – unter anderem auch wegen Herstellung und Haltbarkeit des Profils darf die Hinterkante nicht zu spitz auslaufen; die Hinterkante muss also einen gewissen Abrundungsradius haben;
- Profiltiefe (t) (engl. chord length) – der Abstand zwischen Vorder- und Hinterkante des Profils (identisch mit Profilsehne). Bei der Berechnung des Profils wird die Profiltiefe als Bezugsgröße genommen. Die Profiltiefe wird gleich 100 % gesetzt ( oder gleich 1,0). Beispiel:
  - 20 % Dickenrücklage bei einem Profil der Profiltiefe 1,90 m (Berechnung: x = 20 · 1,90/100 = 0,38 m) liegt bei 0,38 m (von der Vorderkante aus gemessen).
  - Eine Profildicke von 12 % bei einem Profil der Profiltiefe 1,90 m (Berechnung: x = 12 · 1,90/100 = 0,228 m) liegt bei 0,228 m.
- Profilsehne (s) (engl. chord) – die gerade Verbindungslinie zwischen Vorder- und Hinterkante des Profils. Die Profilkontur wird im x-y-Koordinatensystem angegeben, wobei der Ursprung an der Vorderkante in Höhe der Sehne liegt und die x-Achse mit der Sehne identisch ist. An der Profilhinterkante in Höhe der Sehne liegt x =1,0 bzw. x=100%. Die Länge der Sehne (die Profiltiefe) x =1,0 ist also das Grundmaß, zu dem alle anderen Maße als Verhältniszahl angegeben werden. Auf der Profilsehne ist y = 0.
- Skelettlinie (engl. camber) – die Mittellinie des Profils, welche die Mittelpunkte aller Kreise verbindet, die in das Profil passen, also die Kurve, die überall zur Ober- und Unterseite des Profils den gleichen (Quer-)Abstand hat. Der größte Teil der Profileigenschaften wie z. B. Cm0 oder der spätere Einsatzbereich lassen sich bereits aus der Form der Skelettlinie ableiten, noch bevor ein passender symmetrischer Profiltropfen an diese angepasst wird. Bei den klassischen unsymmetrischen Profilen liegt die Skelettlinie vollständig über der Profilsehne, bei S-Schlagprofilen tangiert oder schneidet sie die Profilsehne im hinteren Bereich des Profils. Die Skelettlinie lässt sich aus den y-Werten der Profiloberseite (yo) und der Profilunterseite (yu) ermitteln, sie ist identisch mit den y-Werten der relativen Wölbung: f' = yo - (yo + yu)/2.
- Profilwölbung (f) (engl. camber) (Krümmung des Profils) sowie maximale Profilwölbung (engl. camber) (fmax)
  - maximale Profilwölbung – der maximale Abstand zwischen Profilsehne und Skelettlinie; der Abstand zwischen Skelettlinie und Profilsehne am Maximum der gewölbten Skelettlinie;
  - Profilwölbung – der Abstand zwischen Profilsehne und Skelettlinie;
  - Die Profilwölbung lässt sich aus den y-Werten der Profiloberseite (yo) und der Profilunterseite (yu) ermitteln: f = yo - (yo + yu)/2 (Abstand der Sehne von der Oberseite minus Abstand der Skelettlinie von der Oberseite). Der größte Wert für f ist fmax.
  - Symmetrische Profile haben keine gewölbte Skelettlinie – ihre Profilwölbung beträgt Null.
- Wölbungsrücklage (xf) – der Abstand der maximalen Profilwölbung von der Vorderkante; relative Wölbungsrücklage (x'f = xf/t);
- Profildicke (d) und maximale Profildicke dmax – gemeint ist meist die maximale Profildicke, der maximale Abstand zwischen Profilober- und -unterseite;
- Dickenrücklage (xd/t) – der Abstand der maximalen Profildicke von der Vorderkante (im Verhältnis zur Profiltiefe); relative Dickenrücklage (x'd = xd/t);
- Dickenverhältnis (oder: Relative Profildicke oder relatives Dickenverhältnis) – die maximale Profildicke im Verhältnis zur Profiltiefe; Profildicke/Profiltiefe (δ = d/t);
- Nasenradius (engl. leading edge radius) (rN) – der Radius des Nasenkreises an der Vorderkante; Nasenradius im Verhältnis zur Profiltiefe (rN/t). Es ist aber, speziell im Hinblick auf heutige inverse Berechnungsverfahren (Spline-Interpolation mit sehr nahe beieinander liegenden Koordinatenpunkten) nicht zwingend notwendig, dass ein geometrisch korrekter Kreis überhaupt an der Profilnase vorkommt.
- Wölbungsverhältnis: Profilwölbung/Profiltiefe (f' = f/t);
- Druckpunkt;
- Lage des Neutralpunktes;
- Strömungswiderstandskoeffizient (cW);
- Auftriebsbeiwert (cL);
- Momentkoeffizient (cM) (Nickmomentbeiwert);
- Drehmoment (Profil).
- Nullauftrieb.

Die Symbole für die einzelnen geometrischen Parameter eines Profils werden von Lehrbuch zu Lehrbuch recht uneinheitlich gehandhabt. Beispielhaft werden hier nur einige in Deutschland gebräuchliche Symbole aufgeführt:
- Nasenradius: r oder rN oder a.
- maximale Profilwölbung: f oder p.
- Profiltiefe: t oder l0
- Wölbungsrücklage: xf oder m;
- Dickenrücklage: xd/t oder b.

Den größten Einfluss auf die Eigenschaften des Profils haben:
- Profilwölbung,
- Wölbungsrücklage,
- maximale Profildicke,
- die Änderung der Profildicke entlang der Profilsehne,
- Nasenradius,
- Hinterkante (Form der Skelettlinie nahe der Hinterkante – gerade Skelettlinie oder aufwärts geschwungen; Winkel zwischen Ober- und Unterseite an der Hinterkante).

## Entwicklung von Profilen

### Methoden
In den Anfängen der Profilentwicklung wurden Profile primär über ihre geometrischen Parametern entwickelt. Beispielhaft seien hier die NACA-Profile der 4er Serie genannt. Hier wird über eine Skelettlinie, von der man sich bestimmte Eigenschaften verspricht, ein passender symmetrischer Tropfen aus dem Profilkatalog gelegt.
Mit der Entwicklung von inversen Entwurfsmethoden ab Mitte des letzten Jahrhunderts konnte man dazu übergehen, direkt die aerodynamisch entscheidende Druckverteilung vorzuschreiben und daraus die Profilkontur abzuleiten. Diese Methoden wurden bis zum heutigen Tag für die inkompressible (reibungsbehaftete) Profilumströmung weiterentwickelt und sind heutzutage Standard (siehe XFOIL oder der Anfang der 1980er an der Uni Stuttgart von Richard Eppler entwickelte numerische Eppler-Code).
Für die transsonische (reibungsbehaftete) Profilumströmung sind keine derartigen Methoden bekannt, und die Profilkontur muss durch das Lösen der kompressiblen Navier-Stokes-Gleichungen (bzw. RANS-Gleichungen) in Verbindung mit einem Optimierer bestimmt werden.
Da die Entwicklung und Vermessung von Profilen sehr aufwendig ist, haben schon früh Universitäten und andere öffentliche Anstalten systematische Versuchsreihen durchgeführt und Kataloge von bewährten Profilen mit bekannten Eigenschaften publiziert. Verbreitete Verwendung fanden etwa der Profilkataloge der Aerodynamischen Versuchsanstalt in Göttingen (Profile Gö-xxx) und der der amerikanischen NACA (National Advisory Committee for Aeronautics) (Profile NACA-xxxx).
Die Systematik der Profilnummern der NACA-Profile entspricht der chronologischen Reihenfolge ihrer Entstehung. Die Profile der vierstelligen und später der fünfstelligen NACA-Serie waren für vergleichsweise langsame Flugzeuge bestimmt. Während die späteren Profile der sechsstelligen, siebenstelligen und achtstelligen NACA-Serie für hohe Geschwindigkeiten im Unterschallbereich bestimmt waren. Die Nomenklatur der NACA-Profile erlaubte es, aus den Bezeichnungen des Profils die genaue Profilgeometrie abzuleiten.
Heute wird bei Neuentwicklungen kaum noch auf Profilkataloge zurückgegriffen, da Rechenleistung und das theoretische Wissen vorhanden sind, um neue Profile maßgeschneidert zwecks gewünschter Eigenschaften numerisch zu berechnen.

### Kriterien und Randbedingungen
Entscheidend für die Auswahl bzw. den Entwurf eines Profils sind die Anströmbedingungen (d. h. die Reynolds- und Machzahl) im späteren Betrieb. Im einfachsten Fall berücksichtigt man nur einen Betriebspunkt i. A. aber mehrere, die dann zu gewichten sind. Es kann daher auch nicht das beste Profil geben, sondern immer nur ein bestes Profil für einen genau definierten Anwendungsfall.
Das wichtigste Kriterium ist in fast allen Fällen eine hohe maximale Gleitzahl Emax, d. h. die Erzeugung von Auftrieb bei möglichst wenig Widerstand. Daneben gibt es aber noch eine ganze Reihe weiterer Kriterien:
- Unter Einbußen bei Emax kann versucht werden, ein großes E über einen weiten ca-Bereich (und somit Geschwindigkeitsbereich) zu erreichen.
- Ein möglichst großes camax legt (zusammen mit der Flächenbelastung) die spätere Mindestgeschwindigkeit des Flugzeugs fest. Genauso bestimmt das camin die Mindestgeschwindigkeit im Rückenflug bzw. überhaupt die Fähigkeit dazu.
- Die geringste Luftkraft crmin entscheidet über die (aerodynamisch mögliche) Maximalgeschwindigkeit im Sturzflug.
- Das Nickmoment cm des Profils bewirkt Torsion des Flügels bzw. Rotorblatts und wichtig bei Stabilität und Trimmung beim Nurflügel.
- Ein gutmütiges Abreißverhalten trägt zur Flugsicherheit bei und entlastet den Piloten beim Fliegen im Grenzbereich. Für Kunstflugzeuge ist dagegen ein härteres Abreißverhalten erwünscht.
- Je nach Einsatzzweck muss das Profil für den Einsatz von Wölbklappen oder sonstigen Rudern geeignet sein.

Mögliche Nebenbedingungen für die Auswahl bzw. den Entwurf von Profilen:
- Die Bauhöhe und Querschnittsfläche des Profils bestimmen seine statischen Eigenschaften und das Volumen des Flügels, welches z. B. wichtig als Tankvolumen ist.
- Die realisierbare Oberflächengüte bestimmt, inwiefern die aerodynamisch möglichen laminaren Laufstrecken auf dem Profil in der Praxis ausgenutzt werden können.
- Ein bespannter Flügel kann den Einsatz von rein konvexen Profilen erfordern. Ebenso sind im Modellbereich Profile mit gerader Unterseite zur Minimierung des Bauaufwandes anzutreffen.

Die unterschiedlichen Anforderungen widersprechen sich oft gegenseitig (z. B. kleines cwmin und großes camax). Real existierende Profile sind daher immer ein Kompromiss.
Bei Segelflugzeugen werden zum Beispiel folgende Eigenschaften angestrebt:
- maximaler Wirkungsgrad, d. h. maximales Verhältnis von Auftrieb zu Widerstand, für eine große maximale Gleitzahl
- flache Geschwindigkeitspolare, für einen guten Wirkungsgrad über einen großen Geschwindigkeitsbereich
- hoher Maximalauftrieb bei tiefer Geschwindigkeit, für gutes Steigen in Thermik und gute Landeeigenschaften
- gutmütiges Verhalten bei hohen Anstellwinkeln (Abreißverhalten), für sichere Langsamflugeigenschaften
- Toleranz gegenüber Verschmutzung (Mücken), Regen.

## Anwendungen
Das Funktionsprinzip der Profilform eines Flügels findet man, unter anderem, bei den Tragflächen von Flugzeugen, den Rotorblättern einer Windkraftanlage, bei Antriebspropellern, sowie bei Lauf- und Leitschaufeln von Verdichtern und Turbinen.